# Eduard Ellis van Raalte
Eduard Ellis van Raalte ('s-Gravenhage, 30 april 1841 - aldaar, 23 maart 1921) was een Joods-Nederlands advocaat en politicus.
Van Raalte was een liberaal politicus. Hij was afwisselend Unie-liberaal en vrijzinnig-democraat. Voor hij in de politiek kwam was hij advocaat. In 1873 werd hij benoemd tot rijksadvocaat. Vanaf 1877 zat hij in de gemeenteraad van Rotterdam, waar hij van 1892-1897 wethouder van financiën was.
In 1897 werd hij lid van de Tweede Kamer. Hij diende twee termijnen, van 1897-1905 en 1913-1918. Van 1905-1908 was hij minister van Justitie in het kabinet-De Meester. Onder zijn ministerschap kwam de Wet op de arbeidsovereenkomst tot stand. Na zijn ministerschap werd hij fractievoorzitter van de Liberale Unie.
In 1905 verhuisde Van Raalte naar Den Haag. Op 16 februari 1907 werd voor zijn woning een aanslag op hem gepleegd. Een geesteszieke man, Simon Polak, schoot in de Amaliastraat vier keer op de minister. Drie kogels misten hem en een vierde bleef in zijn overjas steken. Bij deze aanslag waren geen politieke motieven in het spel. De dader was boos over de wijze waarop hij als oud-muzikant in het leger was ontslagen en over de hoogte van zijn pensioen. De dader werd ontoerekeningsvatbaar verklaard en veroordeeld tot 1 jaar in een krankzinnigengesticht.
- Biografisch Portaal: 96431555
- International Standard Name Identifier: 0000 0003 9779 0522
- Nederlandse Thesaurus van Auteursnamen: 113918178
- Parlement.com: vg09ll5gxdxv
- Virtual International Authority File: 56994868
- WorldCat: E39PBJm9cWp38J8MjjCwq3vbVC